# Chandramathi
Chandrika Balan (Thiruvananthapuram, 17 de enero de 1954) es una escritora y traductora india bilingüe que ha publicado libros tanto en inglés como en malabar, bajo el seudónimo de Chandramathi (ചന്ദ്രമതി en malabar). Chandramathi ha publicado cuatro libros en inglés y 20 en malabar, entre los que se encuentran 12 colecciones de relatos cortos, incluida una novela, una antología de poesía medieval en malabar, dos colecciones de ensayos, dos memorias y cinco libros traducidos del inglés. La película en malabar Njandukalude Nattil Oridavela se basó en su libro.

## Biografía
Chandramathi nació en Thiruvananthapuram, Kerala. Se licenció en Lengua y Literatura Inglesas en la Universidad de Kerala en 1976 con una primera clase y en 1988 se doctoró en la misma casa de estudios. Fue profesora de literatura inglesa en el All Saints' College de Thriuvananthapuram. De 1993 a 1994 fue editora ejecutiva de Medieval Indian Literature. Ha sido profesora de malayalam en la escuela pública NSS de Perunthanni, en Thiruvananthapuram. En reconocimiento a su carrera académica, recibió el premio de la Fundación Professor Sivaprasad al profesor más destacado en 1999 y el premio de la Asociación de Antiguos Alumnos del St. Berchmans College al mejor profesor universitario de Kerala en 2002. En 1998 visitó Suecia con un equipo de 10 escritores indios en el marco del programa de intercambio cultural de la Sahitya Akademi. La visita la inspiró a escribir el cuento Reindeer.

## Premios
- Premio de la Fundación Thoppil Ravi (1995)[1]
- Premio VPSivakumar Smaraka Keli a la mejor historia corta del año (1996)
- Premio Nacional Katha de ficción y traducción (1997)[1]
- Premio Literario del State Bank of Travancore a la mejor colección de ficción, 1997. (1998)
- Premio Odakkuzhal a la Mejor Obra, 1998.
- Premio Kerala Sahitya Akademi a la mejor ficción, 1996-1998. (1999)
- El premio Muthukulam Parvathy Amma a la mejor escritora de 2003. (2004)
- Premio APKalakkad a la mejor ficción. (2004)
- Kerala Sahitya Akademi CBKumar Endowment Award a la mejor colección de ensayos. (2005)
- Padmarajan Puraskaram al Mejor Cortometraje de Ficción de 2006. (2007)[6]
- Premio Kairali (Nueva York) al mejor escritor en malayalam (2007)
- Avaneebala Puraskaram a la mejor escritora (2009)[3]
- OVVijayan Puraskaram por el mejor trabajo de ficción corta. El Indian Express. 23 de octubre de 2016.
- El primer premio Snehathalam a la excelencia en el campo de las obras literarias. 20i8

## Obra

### Libros en inglés
- VK Krishna Menon . (Coautor). Madrás: Macmillan, 1990.
- Historias más queridas . (Coeditor). Madrás: Anu Chitra, 1991.
- El jardín privado : Familia en el drama británico de posguerra . (Autor). Nueva Delhi: Fundación Académica, 1993.
- Espectro crítico: respuestas a las teorías literarias contemporáneas . (Editor). Calcuta : Papiro, 1993.
- Arya y otras historias . Hyderabad: Orient Blackswan, 2014.[7]

### Libros en malayalam: ficción
- Aryavarthanam . [Arya repitió]. Kottayam: DC Books, 1995.
- Devigramam . [Pueblo de la Diosa] Kottayam: DC Books, 1997.
- Reno . Calicut: Mulberry, 1998.
- Swayam, Swantham . [Mí mío]. Trivandrum: Prabhath Books, 1999.
- Vethaalakathakal . [Cuentos del Vetaal]. Thrissur : Libros actuales, 1999.
- Daivam Swargathil . [Dios está en su cielo]. Kottayam: DC Books, 2000.
- Thattarakkudiyile Vigrahangal . [Los ídolos de la calle de los herreros]. Kollam: Sankeertanam-Publishers, 2002.
- Annayude Athazhavirundu . [Banquete de Anna]. Kottyam: DC Books, 2006.
- Ente Priyappetta Kathakal . [Historias queridas para mí]. Kottayam: DC Books
- Chandramathiyude Kathakal . [Recopilación de todas las historias]. Kottayam: DC Books, 2009.
- Ivide Oru Techie . [Un técnico aquí]. Kottayam: DC Books, 2010.
- Sherlock Holmes . [Cuentos para niños]. Calicut : Publicaciones de Poorna, 2010.

Aparnayude Thadavarakal (Aswathiyudethum) [Las prisiones de Aparna; Aswathy también. NOVELA]. Kottayam: DCBooks 2013
- Ningal Nireekshanathilaanu [Estás bajo vigilancia]. Kottayam: DC Books, 2017

### Libros en malayalam: no ficción
- Madhyakaala Malayala Kavitha . [Poesía medieval malayalam] (Coeditor). Nueva Delhi : National Book Trust, 1998.
- Perilla Prasnangal . [Problemas sin nombre]. Thrissur: Current Books, 2003.
- Njandukalude Naattil Oru Idavela . [Un intervalo en la tierra de los cangrejos : Memorias de cáncer]. Kottayam: DC Books, 2006.
- Sooryarajaavinte Pranayini . [El Amante del Dios Sol]. Kottayam : Libros de DC, 2007.
- Njan Oru Veedu . [Yo, una casa]. (Memorias de la infancia). Trichur: H&C, 2010.

Oliverude Diarykkurippukal. [La novela de Ruskin Bond, Mr. Oliver's Diary]. Kottayam: DC Books, 2011.
La última película en malayalam de Nivin Pauly, Njandukalude Nattil Oru Idavela, está basada en las conocidas memorias de Chandramati tituladas Njandukalude Nattil Oru Idavela, que es una historia autobiográfica de su larga lucha contra el cáncer y su supervivencia.

### Libros en malayalam: traducciones
- Thakazhi Sivasankara Pillai . (Monografía de K. Ayyappa Paniker). Kottayam : Libros de DC, 1992.
- Janu . (Novela de Menon Marath). Thrissur : Kerala Sahitya Akademi, 2003.
- Vanchana . (La obra de Harold Pinter : La Traición ). Trivandrum : Editores de Chintha, 2008.
- Unmeshadinangal . (La novela Happy Days de Laurent Graff). Kottayam : Libros de DC, 2010.
- Kazhinja Kaalangal . (Obra de Harold Pinter Old Times) Trivandrum: Chintha Publishers, 2010.